# Мельбурн-Вілледж (Флорида)
Мельбурн-Вілледж (англ. Melbourne Village) — місто (англ. town) в США, в окрузі Бревард штату Флорида. Населення — 681 особа (2020).

## Географія
Мельбурн-Вілледж розташований за координатами 28°5′16″ пн. ш. 80°39′54″ зх. д. / 28.08778° пн. ш. 80.66500° зх. д. (28.087916, -80.665059).  За даними Бюро перепису населення США в 2010 році місто мало площу 1,52 км², уся площа — суходіл.

## Демографія
Згідно з переписом 2010 року, у місті мешкали 662 особи в 301 домогосподарстві у складі 206 родин. Густота населення становила 437 осіб/км².  Було 330 помешкань (218/км²).
Расовий склад населення:
| - 96,7 % — білих - 1,7 % — азіатів - 0,6 % — корінних американців - 0,2 % — чорних або афроамериканців |

До двох чи більше рас належало 0,0 %. Частка іспаномовних становила 3,3 % від усіх жителів.
За віковим діапазоном населення розподілялося таким чином: 12,4 % — особи молодші 18 років, 57,4 % — особи у віці 18—64 років, 30,2 % — особи у віці 65 років та старші. Медіана віку мешканця становила 54,9 року. На 100 осіб жіночої статі у місті припадало 97,0 чоловіків;  на 100 жінок у віці від 18 років та старших — 98,0 чоловіків також старших 18 років.
Середній дохід на одне домашнє господарство  становив 81 134 долари США (медіана — 65 000), а середній дохід на одну сім'ю — 92 463 долари (медіана — 71 250). Медіана доходів становила 64 861 долар для чоловіків та 47 188 доларів для жінок. За межею бідності перебувало 7,7 % осіб, у тому числі 3,0 % дітей у віці до 18 років та 2,2 % осіб у віці 65 років та старших.
Цивільне працевлаштоване населення становило 324 особи. Основні галузі зайнятості: освіта, охорона здоров'я та соціальна допомога — 34,6 %, науковці, спеціалісти, менеджери — 16,0 %, виробництво — 9,3 %, роздрібна торгівля — 8,0 %.